# Proclamația de emancipare

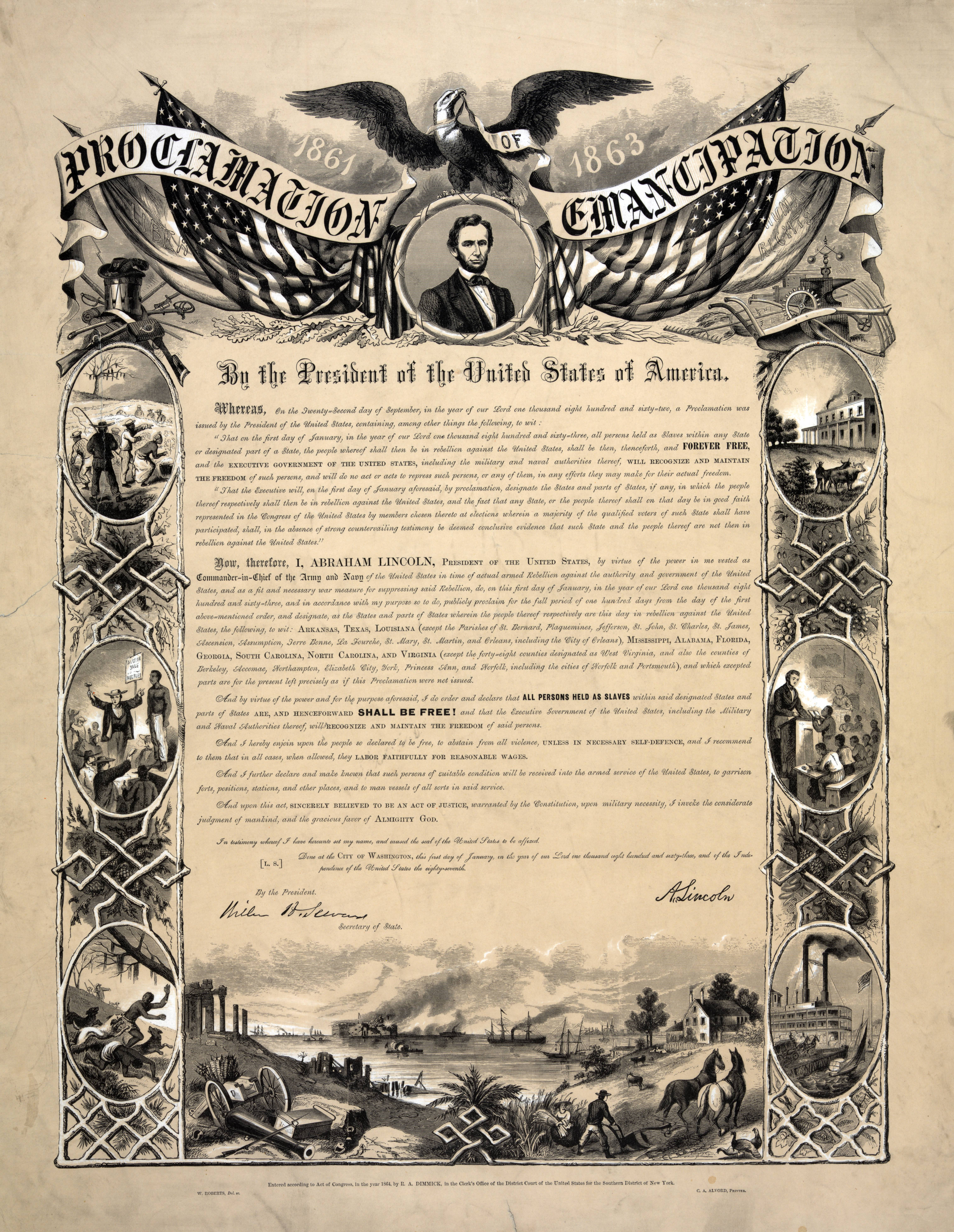
Reproducere a Proclamaţiei de emancipare, la National Underground Railroad Freedom Center în Cincinnati, Ohio

Proclamația de emancipare constă din două decrete ale Președintelui Statelor Unite Abraham Lincoln emise în timpul războiului civil american. Primul, emis la 22 septembrie 1862, a declarat liberi toți sclavii din toate statele Confederației care nu aveau să treacă sub controlul Uniunii până la 1 ianuarie 1863. Al doilea decret, emis la 1 ianuarie 1863, a numit statele în care este valabil.
Proclamația de emancipare a fost atacată la acea vreme pentru că elibera doar sclavii asupra căror Uniunea nu avea putere. În practică, proclamația a însemnat un angajament al Uniunii de a desființa sclavia, decizie controversată în Nord. Lincoln a emis decretul din poziția sa de „Comandant Suprem al Forțelor Armate” conform articolului II, secțiunea 2 din Constituția Statelor Unite.
Proclamația nu a eliberat niciun sclav din statele de graniță (Kentucky, Missouri, Maryland, Delaware, și Virginia de Vest), sau din statele sau porțiunile de state din Sud care se aflau sub controlul Uniunii. I-a afectat direct, la început, doar pe acei sclavi care fugiseră din Sud și trecuseră în Uniune. Aflând vestea Proclamației, și alți sclavi au fugit dincolo de liniile unioniste pe măsură ce armata Nordului avansa spre sud. În vreme ce armatele Uniunii au ocupat Confederația, mii de sclavi erau eliberați în fiecare zi până când aproape toți (aproximativ 4 milioane, conform recensământului din 1860) au devenit liberi până în iulie 1865.
După război, aboliționiștii erau îngrijorați de faptul că Proclamația ar fi fost doar o măsură luată pe timpul războiului, și că nu avea puterea de a pune capăt sclaviei. Câteva foste state sclavagiste au adoptat legi de interzicere a sclaviei; totuși, sclavia a continuat să existe până când a fost desființată prin ratificarea Amendamentului al 13-lea la 18 decembrie 1865.